# Jon Rice
Jon Rice (* 16. červenec 1987 Erie, Pensylvánie, USA) je americký metalový bubeník.

## Hudební kariéra
Jeho otec byl rovněž bubeník. Když Jon Rice začínal s bubnováním, poslouchal Led Zeppelin. Jako svůj první vzor extrémního metalu označil v rozhovoru Joeyho Jordisona ze skupiny Slipknot. Prošel si pochodovou kapelou na střední škole a také mnoha metalovými uskupeními v Pittsburghu.
Od svých 19 let v letech 2006 či 2007 až 2013 spolupracoval s arizonskou deathmetalovou skupinou Job For a Cowboy. Natočil s ní alba Genesis (2007), Ruination (2009) a Demonocracy (2012). V roce 2016 spolupracoval na studiovém albu Acid Roulette se skupinou Scorpion Child z texaského Austinu. Na různých turné pak spolupracoval s norskou blackmetalovou kapelou 1349, s Cephalic Carnage z Colorada, se skupinou Revocation z Bostonu a také s The Red Chord z Massachusetts.
V roce 2017 se přidal k anglické skupině Uncle Acid & the Deadbeats a natočil s ní studiová alba Wasteland (2018) a Nell' Ora Blu (2024). Spolupracoval také se superskupinou Umbra Vitae na albu Shadow of Life. Opakovaně zaskakoval s polskou blackmetalovou kapelou Behemoth za jejího dlouhodobého bubeníka Zbigniewa Roberta Promińského zvaného Inferno na turné v letech 2017 (Severní Amerika), 2019 (Izrael a Turecko), 2022 (Jižní Amerika) a 2024 (Evropa).